# XXXIX Festival Internacional de la Canción de Viña del Mar
El XXXIX Festival Internacional de la Canción de Viña del Mar, o simplemente Viña '98, se realizó del 11 al 16 de febrero de 1998 en el Anfiteatro de la Quinta Vergara, en Viña del Mar, Chile. Fue el penúltimo festival transmitido por Megavisión y animado por Antonio Vodanovic y también por Viviana Gibelli, Anabel Cherubito, Sabine Moussier, Marisela Moreno, Sofía Franco y Berta Lasala.

## Desarrollo

### Día 1 (miércoles 11)
- Obertura
- Charlie Zaa
- Jordi
- Melón y Melame (humor)
- Juan Gabriel

### Día 2 (jueves 12)
- Obertura
- Pedro Fernández
- Óscar Gangas (humor)
- Marta Sánchez

### Día 3 (viernes 13)
- Obertura
- Carlos Vives
- Paolo Meneguzzi
- Marco Antonio Solís
- Sarah Sanders (humor)
- Lucybell

### Día 4 (sábado 14)
- Backstreet Boys
- Emanuel Ortega
- Gloria Benavides, La Cuatro Dientes (humor)
- Comanche

### Día 5 (domingo 15)
- Obertura
- Eros Ramazzotti
- Albert Hammond
- Dino Gordillo (humor)
- Skank

### Día 6 (lunes 16)
- Obertura
- Chayanne
- Ariztía
- Los Ilegales

## Hechos notables y polémicas
- Una de las grandes víctimas del monstruo fue el humorista Óscar Gangas, quien se presentó con una rutina conocida, lo que generó las ensordecedoras pifias del público de la Quinta Vergara, aunque posteriormente volvería en el LII Festival Internacional de la Canción de Viña del Mar.
- Lo mismo ocurrió con la humorista española Sarah Sanders, quien después de su respectiva actuación  anunció furiosa que no regresará a Chile nunca más, a pesar de haber trabajado exitosamente en programas televisivos de dicho país durante 1997.
- El participante chileno de la competencia internacional, Álvaro Scaramelli, sufrió un accidente deportivo durante los días de su presentación en el escenario. Para la noche final debió actuar sedado tocando su piano con el hombro vendado.
- Durante la presentación del grupo estadounidense Backstreet Boys, fue tanta la euforia y llanto por parte de las fanáticas que un gran número de ellas tuvo que ser trasladada fuera de la quinta por ataques y desmayos, siendo llevadas hacia los hospitales Carlos van Buren de Valparaíso y Gustavo Fricke de Viña del Mar, incluso, días antes, el conjunto estadounidense al llegar al frontis del Hotel O'Higgins debió permanecer por largos minutos encerrados arriba de su vehículo de Tur Bus (la única empresa de transportes auspiciadora del certamen en ese entonces) que los trasladó desde el Aeropuerto de Santiago hacia la ciudad jardín, eso hasta dispersar a los miles de eufóricas fanáticas. De hecho, por miedo al caos la boy band tenía miedo de bajarse del autobús. Las fanes que no sufrieron desmayos ni ataques encabezaron la pifiadera a la humorista española Sarah Sanders, quien se presentó justo después de la banda estadounidense.
- Durante la rutina de humor en Viña la comediante la "Cuatro dientes" estuvo coqueteando con el animador del festival. Durante los minutos de rutina aparece otro animador de un canal amigo: Don Francisco, en una pantalla gigante saludando a su amigo y compañero durante todas las Teletones a Vodanovic por su trayectoria en la animación del festival más importante de Chile, la Cuatro le regaló un gran premio a su animador la antorcha de plata más grande como el más antiguo animador de Viña 1998 en el día del amor y la amistad. Por otra parte el animador y jefe de la Cuatro, Don Francisco, se enfrentó cara a cara con la Cuatro y Vodanovic durante la rutina de humor el animador de UCTV cortó la comunicación vía satélite desde el estudio de Sábado gigante en Miami hasta la Quinta Vergara en la ciudad jardín continuó la dupla la Cuatro y Vodanovic.

## Jurado Internacional
- Carlos Vives
- Emanuel Ortega
- Marta Sánchez
- José Luis Briceño
- Albert Hammond (Presidente del jurado)
- Marco Antonio Solís
- Charlie Zaa
- Jorge Salas Moya
- Carolina Arregui
- José Ignacio Ariztía
- Jordi

## Jurado Folclórico
- Guillermo Rifo
- Alicia Puccio (Presidenta del jurado)
- Manuel Chamorro
- René Calderón
- Juan Miguel Sepúlveda

## Competencias
Internacional:
- 1.er lugar:  Chile, Soy tal cual soy, escrita e interpretada por Álvaro Scaramelli.
- Mejor Intérprete: Arianna,  Venezuela.

Folclórica:
- 1.er lugar: La noche de Chillán, de Pablo Neruda y Vicente Bianchi, interpretada por Santiago Cuatro.
- Mejor Intérprete: Verónica Jara, Grupo Viento  Chile.

## Transmisión internacional
- Brasil: SBT[1]
- Colombia: Canal A
- Argentina: Telefe
- Perú: América Televisión
- México: Canal de las Estrellas
- Venezuela: Venevisión
- Estados Unidos: Univision
- Puerto Rico: WAPA-TV